# Serge Berten
Serge Berten, CICM (Menen, Bélgica, 13 de julio de 1952-Ciudad de Guatemala, 19 de enero de 1982), conocido como Sergio Berten, fue un religioso y seminarista católico belga que trabajó como misionero en Guatemala.

## Biografía
Nació en el seno de una familia flamenca de extracción rural y tradición católica. Realizó estudios en el Instituto de Entrenamiento Psicosocial en Kortrijk y obtuvo el diploma de trabajador social en 1974. 
Se unió a la Congregación del Corazón Inmaculado de María y fue destinado a Guatemala en 1975. En ese país, realizó estudios de filosofía y teología, mientras colaboraba como animador pastoral en las comunidades campesinas de Santa Lucía Cotzumalguapa, Tiquisate y Puerto San José en el departamento de Escuintla. Además de su labor pastoral, contribuyó con las investigaciones del jesuita Ricardo Falla, sobre la situación económica de los trabajadores estacionales en la Costa Sur de Guatemala.
El 15 de septiembre de 1980 pronunció los votos perpetuos en la Congregación del Corazón Inmaculado de María.
Su contacto con la miseria de la población campesina lo llevó a abrazar los postulados de la teología de la liberación y a denunciar los abusos del gobierno militar de Guatemala. Ante el auge de la represión gubernamental en la zona de la Costa Sur, ingresó como militante en el Ejército Guerrillero de los Pobres, organización armada de izquierda en la que fue conocido con el seudónimo de "Saúl". En la guerrilla, fue delegado como formador político del Frente Luis Augusto Turcios Lima, basado en la Costa Sur.
El 19 de enero de 1982 fue detenido y desaparecido por agentes gubernamentales en la Ciudad de Guatemala.